# Niveaspis lepagei
Niveaspis lepagei är en insektsart som beskrevs av Giannotti 1942. Niveaspis lepagei ingår i släktet Niveaspis och familjen pansarsköldlöss. Inga underarter finns listade i Catalogue of Life.